# Stirb langsam: Jetzt erst recht
Stirb langsam: Jetzt erst recht (Originaltitel: Die Hard with a Vengeance) ist ein US-amerikanischer Actionfilm aus dem Jahr 1995, der in den Hauptrollen mit Bruce Willis und Samuel L. Jackson besetzt ist. Nachdem bei Stirb langsam 2 der Finne Renny Harlin Regie geführt hatte, kehrte für den dritten Teil John McTiernan, der bereits den ersten Teil inszeniert hatte, auf den Regiestuhl zurück.

## Handlung
Der Polizist John McClane ist am Ende: Seine Frau hat ihn verlassen, er trinkt zu viel und ist vom Dienst suspendiert. Als plötzlich ein Mann, der sich „Simon“ nennt, bei der Polizei anruft und nur mit einem einzigen Mann reden will, nämlich McClane, ist der Haudegen plötzlich wieder mittendrin – zur falschen Zeit am falschen Ort. Simon droht damit, nach einem Kaufhaus auch eine Schule in die Luft zu jagen, hat aber eigentlich ganz andere Pläne, und macht sich einen Spaß daraus, McClane und seinen unfreiwilligen Partner Zeus Carver auf eine makabere Schnitzeljagd quer durch New York City zu schicken.
Vom FBI erfahren die Polizisten, dass sich hinter „Simon“ der Terrorist Peter Krieg verbirgt, der aber eigentlich Simon Peter Gruber heißt und der Bruder von Hans Gruber (in der deutschen Fassung „Jack“) ist, dem Terroristenführer aus Stirb langsam. Als Simon damit droht, einen Anschlag auf eine Schule in der Stadt zu verüben, werden sofort alle verfügbaren Beamten in der Stadt damit beauftragt, sämtliche der 1.446 Schulen in New York City nach der Bombe zu durchsuchen. McClane und Zeus entdecken aber, dass dies nur ein Ablenkungsmanöver war, um ungestört die Goldreserven der Federal Reserve Bank zu plündern und mit einem Frachtschiff außer Landes zu bringen.
McClane und Zeus gelangen nach einer langen Verfolgung auf das Frachtschiff, wo sie herausfinden, dass das Gold sich doch nicht auf dem Schiff befindet. Die beiden werden aber von Simon gefasst und auf einer Bombe aneinander gefesselt. Kurz bevor Bombe und Schiff explodieren, können die beiden flüchten.
McClane will seine Frau Holly anrufen, doch bevor er sie ans Telefon bekommt, bemerkt er auf der Dose Aspirin, die ihm Simon auf dem Schiff gegeben hat, die Aufschrift des kanadischen Truckstops „Nord des Lignes“. Daraus schließt er, dass Simon nach Québec unterwegs ist, und sich das Gold, verteilt auf etliche schwere Kipplaster, ebenfalls bereits auf dem Weg nach Kanada befindet.
Vor der kanadischen Grenze stellen sie Simons Terroristengruppe mit einem Aufgebot der Polizei. Jedoch gibt Simon nicht auf und jagt McClane mit seinem Helikopter. Doch gerade als Simon McClane genau ins Visier bekommt und ihn töten will, kommt der Helikopter einer Stromleitung gefährlich nahe. McClane schießt mit seinem Revolver auf einen Isolator, wodurch das Kabel hinunterfällt und sich im Rotor verfängt, was schließlich den Helikopter zerstört. Simon kommt bei der Explosion ums Leben.
Am Ende des Filmes unternimmt McClane einen erneuten Versuch, seine Frau anzurufen.

## Auszeichnungen
- Der Film gewann im Jahr 1995 die Goldene Leinwand. Er wurde 1996 für den Saturn Award (als Bester Actionfilm) und für den MTV Movie Award nominiert.[2]
- Michael Kamen gewann 1996 den BMI Film Music Award.[2]

## Synchronisation
Der Film wurde bei der Berliner Synchron vertont. Thomas Danneberg schrieb das Dialogbuch und führte die Dialogregie.
| Darsteller        | Deutscher Sprecher       | Rolle                |
| ----------------- | ------------------------ | -------------------- |
| Bruce Willis      | Thomas Danneberg         | John McClane         |
| Jeremy Irons      | Thomas Fritsch           | Simon Gruber         |
| Samuel L. Jackson | Engelbert von Nordhausen | Zeus Carver          |
| Larry Bryggman    | Lothar Blumhagen         | Walter Cobb          |
| Graham Greene     | Klaus Sonnenschein       | Joe Lambert          |
| Colleen Camp      | Martina Treger           | Connie Kowalski      |
| Anthony Peck      | Norbert Gescher          | Ricky Walsh          |
| Kevin Chamberlin  | Tobias Meister           | Charles Weiss        |
| Nicholas Wyman    | Bernd Eichner            | Mathias Targo        |
| Aldis Hodge       | Tobias Müller            | Raymond              |
| Sven Toorvald     | Gerald Paradies          | Karl                 |
| Robert Sedgwick   | Martin Keßler            | Rolf                 |
| Michael Christof  | Reinhard Kuhnert         | Bill Jarvis          |
| Charles Dumas     | Hans-Werner Bussinger    | FBI-Agent Andy Cross |
| John C. Vennema   | Till Hagen               | Felix Little         |
| Joe Zaloom        | Roland Hemmo             | Jerry Parks          |
| Sharon Washington | Bettina Weiß             | Officer Jane         |
| J.R. Horne        | Alexander Herzog         | Sergeant John Turley |

## Kritiken
„Ein anfangs ironischer, rasch jedoch eindimensionaler Actionfilm, der Spannung mit der Anhäufung von Explosionen und Effekten verwechselt. Reizvoll allenfalls das lakonische Spiel der Darsteller, das in beabsichtigtem Kontrast zur Dramatik des Geschehens steht.“

„Regisseur und Produzent John McTiernan […] liefert mit diesem dritten Teil einen perfekt inszenierten, teilweise ironischen und hochspannenden Action-Film. Einmal mehr überzeugt Bruce Willis als McClane […].“

„Nach den klaustrophobischen Schlachtfeldern von Teil 1 (Hochhaus) und 2 (Flughafen) wird nun eine ganze Stadt zum Abenteuerspielplatz. Fazit: Spektakel mit fantastischer Action und Witz“

## Hintergrund

### Besetzung
- Für die Rolle des Simon Gruber war ganz am Anfang Sean Connery vorgesehen, welcher aber keinen so diabolischen Terroristen spielen wollte. Dann forcierte man David Thewlis, der aber absagte und schließlich durch Jeremy Irons ersetzt wurde. Statt Samuel L. Jackson sollte ursprünglich Laurence Fishburne die Rolle des Zeus spielen. Der hatte zunächst abgelehnt, wollte später dann aber doch zusagen, allerdings war da bereits Jackson ausgewählt worden.
- Das Zeus-Outfit kreierte Samuel L. Jackson nach Studien über Malcolm X.
- Für die deutsche Stimme von Bruce Willis wurde Thomas Danneberg und nicht wie in den vorhergehenden (und späteren) Filmen Manfred Lehmann eingesetzt, da Manfred Lehmann zu dieser Zeit in Thailand drehte[3] und sämtliche Angebote ausschlug, zu den Synchronarbeiten nach Deutschland zu reisen.[7]
- In der Rolle der stummen Katya agiert die amerikanische Popsängerin Sam Phillips. Als John McTiernan eines ihrer CD-Cover sah, erinnerte ihn ihr Foto an eine deutsche Terroristin, weshalb sie engagiert wurde. Um ihre Rolle als katzenhafte Killerin zu unterstreichen, wurde entschieden, ihre Dialogzeilen aus dem Drehbuch zu entfernen.
- Als Terrorist Roman agiert der Finne Tony Halme. Dieser war unter dem Namen Ludvig Borga einst ein bekannter Wrestler bei der WWE (ehem. WWF).

### Dreharbeiten
- Ein Großteil der Dreharbeiten fand in der Gegend um Charleston und Mount Pleasant in South Carolina statt. Die Brücke, von der McClane und Zeus auf das Schiff springen und die eigentlich in der Nähe von Long Island liegen soll, ist die Cooper River Bridge, welche Charleston und Mount Pleasant miteinander verbindet. Die U-Bahn-Station entstand in einem Filmstudio in Mount Pleasant.
- Die Tunneljagd entstand im New Yorker Water Tunnel Nr. 3, der die Stadt mit den Catskill Mountains verbindet.
- Auf dem Schild, mit dem Bruce Willis durch Harlem lief, stand „I hate everybody“. Die im Film gesehene Aufschrift „I hate niggers“ wurde später digital eingefügt, die eigentliche Aufschrift sollte für entschärfte Fernsehversionen verwendet werden.
- Damit der richtige Umgang mit dem Gewicht von Gold möglichst authentisch dargestellt werden konnte, wurde Bruce Willis und Samuel L. Jackson erlaubt, einen echten Goldbarren in die Hand zu nehmen.
- Die Sexszene zwischen Gruber und Katya wurde eingefügt, da Regisseur McTiernan befand, der Film würde ohnehin eine hohe Altersfreigabe bekommen, und da würde eine weitere nicht jugendfreie Szene nicht weiter stören.
- Der Park über der explodierten Wall Street Station war ein unbenutztes Grundstück, das in einen Park verwandelt wurde. Nach Ende der Dreharbeiten wurde es wieder zurückverwandelt.

### Verbindungen zu den vorherigen Filmen
- Im Film taucht kein einziges Mal das typische „Jippie-Ya-Yeah, Schweinebacke“ aus den vorherigen Filmen auf, jedoch ist in der englischsprachigen Fassung das typische „Yippie-ki-yay, motherfucker“ zu hören. An dieser Stelle ist in der deutschen Version stattdessen „Happy Birthday, Schweinenase“ zu hören.
- Anders als in den Teilen zuvor bekommt John keine Hilfe von dem Polizisten Al, sondern von Samuel L. Jackson in der Rolle des Zeus Carver, während das über den ganzen Film gesuchte Objekt („MacGuffin“) eine Aspirin-Tablette ist.
- Für die deutschen Zuschauer war die Zuordnung der Personen etwas problematisch, da in der deutschen Synchronfassung der Name des Terroristen im ersten Teil der Reihe von Hans in Jack geändert wurde, im dritten Teil wird auf ihn allerdings als Hans Bezug genommen; sein Bruder Simon ist nun auch in der synchronisierten Fassung ein Deutscher und stammt aus der ehemaligen DDR.
- Im Film erzählt John McClane Zeus Carver, dass er vor einigen Jahren Hans Gruber aus dem 32. Stockwerk des Nakatomi-Gebäudes geworfen habe. Im ersten Film jedoch war der Ort des Geschehens im 30. Stockwerk des Gebäudes.
- Wie auch in Teil 1 sprechen mehrere Darsteller der Terroristen in der Originalversion Deutsch, allerdings auch wieder sehr unverständlich.
- Wie auch in Teil 1 gibt es eine Szene, in der eine Pistole auf McClanes Rücken mit Klebeband befestigt ist.
- Engelbert von Nordhausen, der deutsche Stammsprecher von Samuel L. Jackson, synchronisierte für die ersten beiden Teile noch den Polizisten Al.

### Sonstiges
- Mit den gestellten Aufgaben an McClane spielt Simon Gruber das amerikanische Kinderspiel Simon Says.
- Eines der Rätsel, die McClane und Zeus zu lösen haben, ist der Kinderreim As I Was Going to St Ives.
- Bei einem anderen Rätsel müssen McClane und Zeus vier Gallonen Wasser abmessen, haben aber nur einen 3- und einen 5-Gallonen-Kanister zur Verfügung. Diese Rätselart ist als Umfüllrätsel bekannt.
- Das ursprüngliche Drehbuch handelte von einem New Yorker Cop namens Alex Bradshaw (gespielt von Brandon Lee) und der afrikanischen Figur Zeus Carver. Tragischerweise wurde Lee während der Dreharbeiten zu The Crow im Jahr 1993 getötet. Das Drehbuch wurde somit nicht verfilmt und ging zurück zu den verfügbaren Skripten im Besitz von 20th Century Fox. Als Warner Brothers und Produzent Joel Silver einen vierten Lethal-Weapon-Film machen wollten, kontaktierten sie 20th Century Fox und versuchten, das Drehbuch zu kaufen, um es an Lethal Weapon 4 anzupassen. 20th Century Fox verkaufte das Drehbuch aber niemals, da es ein gutes angesehenes Drehbuch war. Schließlich entdeckte Regisseur John McTiernan das Drehbuch und adaptierte es in Stirb langsam: Jetzt erst recht.[8]
- Eine andere Rohfassung des Filmskripts sah Terroristen vor, die ein Kreuzfahrtschiff in der Karibik kapern. Diese Idee wurde im Film Speed 2 umgesetzt, der zwei Jahre später erschien.
- Die von Simon Gruber aufgestellte Behauptung, nach der in der Federal Reserve Bank mehr Gold lagert als in Fort Knox, ist zutreffend. In Fort Knox lagern etwa 4.600 Tonnen Gold, in New York knapp 8.000 Tonnen.
- Der Film hat ein alternatives Ende, welches auf der 2003er DVD-Version zu sehen ist. Darin sind Simon und seine Leute mit dem Gold entkommen, welches sie, umgeschmolzen in Miniaturen des Empire State Building, aus den USA geschmuggelt haben. Monate später spürt McClane Simon Gruber irgendwo in Osteuropa auf, nachdem er bei der Polizei gefeuert worden ist. Gruber hat inzwischen auch seine Mittäter verraten. McClane zwingt ihn, einen Mix aus Flaschendrehen und Russischem Roulette mit einem Raketenwerfer zu spielen, wobei diesmal McClane die Rätsel stellt. Am Ende erschießt sich Gruber mit dem Raketenwerfer selbst. McClane meint zu ihm „Yippee-ki-yay, motherfucker“, ehe er verschwindet.
- Die Melodie, die während des Überfalls zu hören ist, stammt vom Lied When Johnny Comes Marching Home, das im Sezessionskrieg bekannt wurde.
- Bei einem Produktionsbudget von 90 Millionen US-Dollar spielte der Film weltweit 366 Millionen US-Dollar wieder ein.[9] In Deutschland sahen den Film 3.202.391 Kinobesucher.[10]
- 2007 folgte die Fortsetzung Stirb langsam 4.0 (Originaltitel: Live Free or Die Hard).
- Am 14. Februar 2013 startete der fünfte Teil Stirb langsam – Ein guter Tag zum Sterben, Originaltitel: A Good Day to Die Hard in den deutschen Kinos.[11]
- Das im Film zu sehende Frachtschiff, die Forest Swan, existiert wirklich. Es trägt die IMO-Nummer 7915541.
- Der Originaltitel (Die Hard with a Vengeance) kann wörtlich übersetzt Stirb langsam mit einer Rache oder Stirb langsam mit einer Gnade heißen.
- Der Film hatte aufgrund des Oklahoma-Anschlags ein schlechtes Timing.